# 大乘庄严经论
《大乘庄严经论》，是古印度瑜伽行唯識學派的僧人無著所撰（或說彌勒造頌，無著傳出，世親造釋），唐朝波羅頗迦羅蜜多羅漢譯。是唯识宗的“六經十一論”之一。現代另有經索達吉堪布比較藏文版本潤飾文字的漢譯本，另取漢譯名稱為《大乘經莊嚴論頌》：具足七大，稱為大乘，以圓滿所有大乘經藏之密意的五種無上義理而成為開顯莊嚴，所以此論名謂“經莊嚴”，因為它以偈頌闡釋，故謂“頌”。（理由類似窺基大師）
藏文本由吉祥積(dPal brtsegs)所譯出，藏传佛教认为此书作者为無著菩薩於兜率天法宮中，直接受補處弥勒菩萨親傳《慈氏五論》之一。1907年，法國學者Sylvain Lévi在尼泊爾發現了此經的梵文寫本。
此論的註釋有藏譯本的《世親釋》、《大乘莊嚴經論·無性釋》與《大乘莊嚴經論·安慧釋》。